# Schlechteriana; Zeitschrift für Orchideenkunde. Journal of Orchidology
Schlechteriana; Zeitschrift für Orchideenkunde. Journal of Orchidology (abreviado Schlechteriana) fue una revista ilustrada con descripciones botánicas que fue editada  en Lahnau (Alemania)  desde el año 1987 hasta 1988. Fue reemplazada por Schlechteriana (n.s.); Unabhängige Zeitschrift für Orchideenkunde.